# In hotel Bertram
In hotel Bertram is een detective- en misdaadverhaal geschreven door Agatha Christie. Het werk verscheen initieel op 15 november 1965 onder de titel At Bertram's Hotel en werd uitgegeven door de Britse Collins Crime Club. In de Verenigde Staten werd het werk datzelfde jaar uitgegeven door Dodd, Mead and Company. Een Nederlandstalige versie wordt uitgegeven door Luitingh-Sijthoff.

## Verhaal
Miss Marple verblijft in "Hotel Bertram" in Londen. Andere gasten zijn onder anderen Selina Hazy en haar vriendin Bridget, avonturiers Bess Sedgwick en haar dochter Elvira Blake, kolonel Luscome, klerk Canon Pennyfather, autoracer Ladislaus Malinwoski en Michael Gorman. Selina blijkt Michael Gorman te kennen.
Elvira en Bridget hebben een plan om naar Ierland te verhuizen. Ze raadpleegt haar advocaat Richard Egerton omtrent haar erfenis en wie zal erven indien ze sterft. Door een misverstand vertrekt Canon Pennyfather niet naar Luzern voor een conferentie en keert daarom onverwacht terug naar het hotel. Hij betrapt een inbreker in zijn kamer. Enkele uren later wordt een posttrein overvallen en volgens getuigen zat Canon op die trein. Canon verdwijnt daarop spoorloos en inspecteurs Campbell en Davy starten een onderzoek. Ze linken diverse roven aan het hotel. Canon wordt levend gevonden. Hij werd bewusteloos gevonden door een goede ziel, maar hij schijnt zich niets te herinneren.
Michael wordt neergeschoten met de revolver van Ladislaus. Elvira beweert dat hij haar beschermde tegen een ongekende aanvaller. Met hulp van Miss Marple ontdekt Davy dat het hotel een onderdak is van een criminele bende. De bendeleden vermommen zich als de hotelgasten en plegen dan misdaden. Canon herinnert zich dat hij zichzelf zag in de kamer en daarop werd neergeslagen.
De bende bestaat uit Bess, Ladislaus, maitre d'hôtel Henry, enkele personeelsleden en de eigenaars van het hotel. Bess en Gorman blijken getrouwd te zijn. Ze zijn al jaren uiteen, maar nooit gescheiden. Hierdoor is Bess zijn tweede huwelijk onwettig. Bess biecht op Gorman te hebben vermoord, neemt daarop een wagen en komt om in een crash.
Miss Marple is overtuigd dat Elvira de moord op Gorman pleegde om te voorkomen dat Gorman haar erfenis verwierf, mocht zij eerder sterven.

## Adaptaties
- De BBC verfilmde het verhaal in 1987 met Joan Hickson als Miss Marple en Caroline Blakiston als Bess Sedgwick.
- Van het boek werd een hoorspel voor radio gemaakt door de BBC met June Whitfield als Miss Marple en Sian Phillips als Bess Sedgwick.
- In 2007 gebruikte ITV het verhaal als basis voor een aflevering uit de serie Agatha Christie's Marple met Geraldine McEwan als Miss Marple.